# Edessa antilope
Edessa antilope (лат.) — вид клопов-щитников рода Edessa (Pentatomidae, Edessinae). Центральная и Южная Америка от Мексики до Колумбии.

## Описание
Длина тела 17,0 — 19,1 мм, ширина переднеспинки 15,7 — 16,8 мм. Диагноз вида: дорсальная поверхность преимущественно зелёная, плечевые углы чёрные, кория тёмно-коричневая; вентральная поверхность преимущественно жёлтая; эвапоратория тёмно-коричневая; вентральная поверхность каждого плечевого угла плавно выемчатая; скутеллюм длинный, вершина острая, достигает вершин кория; парамеры фалькатные; гонококситы 8 с дугообразными дистальными краями, выступают над основаниями латеротергитов. Голова треугольная, шире длины, пунктированная, пунктуры мелкие, глубокие. От близких видов (Edessa taurina, Edessa ibex) также отличается чёрными острыми плечевыми углами, жёлтыми усиками. Мандибулы с жёлтыми краями, сходятся и изогнуты за наличник. Буккулы широкие, сетуловидные, со слитными точками; передние края округлые, вентрально усечённые. Рострум сетулозный, жёлтый с четвёртым сегментом с чёрным пятном на вершине; длина сегментов I<II>III>IV. Усики сетулозные. Антенномеры увеличиваются в длину от I к V. Переднеспинка трапециевидная, густо пунктирована, точки сливаются с её поверхностью, мелкие, глубокие, равномерно распределены, кроме непунктированных на плечевых углах. Брюшко дорсально коричневое с зелёными медиальными пятнами, латеральные края жёлтые. Коннексивум зеленоватый, пунктуры мелкие; латеральные поля жёлтые; заднелатеральные углы слабо выступают. VII сегмент брюшка с жёлтым заднедорсальным краем.
Вид представляет номинативный подрод Edessa для которого характерны: дорсальная поверхность обычно от зелёного до коричневого цвета; брюшная поверхность жёлтая до красновато-коричневой, но всегда светлее спинной; пронотум с вогнутым переднебоковым краем; плечевые углы конические; несколько развиты и выступают, разного размера; вершина округлая или слабо заострённая (никогда не острая).

## Классификация
Вид был впервые описан в 1798 году датским энтомологом Иоганном Фабрицием под названием Cimex antilope Fabricius, 1798, а в 1803 году он же выделил род Edessa и включил в него 43 вида, но не выделил тип, как это было принято в то время. Спустя более 200 лет и после нескольких важных таксономических работ род Edessa все ещё не имеет чёткого определения и служит «складом» видов. И только в 2017 году в качестве типового вида был указан Cimex antilope.